# Туристическа агенция
Туристическа агенция е специфично стопанско предприятие, което организира продажбите на пътувания на местни и неместни граждани с цел ваканция, екскурзия и други форми на отдих и развлечения в собствена база, или извършва комисионерска дейност по продажбата на туристически и други услуги в материално-техническата база на други фирми, курорти и заведения.
Туристическата агенция е туристическо предприятие, което осъществява връзката между обекта (туристическото място) и субекта (туриста) в туризма.

## Предмет на дейност
Съществуването на туристически агенции започва след масовото навлизане на полети с търговска цел. В България тези компании добиват популярност след падането на социализма през 1989 година.
Повечето туристически агенции не продават само самолетни билети, а също и други свързани с пътуването услуги като хотелски резервации и организиране на посещения до обекти от историческа важност или такива с развлекателна цел.
Международният регулаторен орган регулиращ оперирането на големите туристически агенции е International Air Transport Association (IATA), въпреки че много от туристическите агенции са регистрирани в национални регулаторни органи които де факто регулират дейността им.

## Туристически агенции в интернет
С масовото навлизане на бърз и евтин интернет, много туристически агенции съществуващи преди всичко във виртуалното пространство добиха популярност. Някои от предимствата, които този тип агенции имат пред традиционните туристически агенции са че те обикновено работят с по-голяма база клиенти даващо възможност за договаряне на по-големи отстъпки от различните авиокомпании и хотелиерски вериги. Също така виртуалните туристически агенции често пъти имат по-ефективна структура на разходите поради по-ефективната и автоматизирана работа с клиенти, липсата на нужда да се наемат офиси в големи градове и много по-малкия персонал нужен за нормалното функциониране на една търговска агенция.

## Агрегатори с оферти
С нарастване на броя туристически агенции, които предлагат своите оферти в интернет, и все по-трудното намиране на подходящата оферта за почивка сред хилядите предложения, през последните години възниква нуждата и се появяват сайтове агрегатори на оферти за почивки и екскурзии, които събират на едно място офертите от различните туристически агенции и оператори и дават възможност на потребителите по-лесно да намерят търсената от тях почивка или екскурзия.